# Oostergouw
Oostergouw is een buurtschap in de gemeente Drechterland, in de Nederlandse provincie Noord-Holland. Voor 1 januari 2006 behoorde de buurtschap bij de gemeente Venhuizen.
Oostergouw is gelegen aan het Markermeer en vroeger de Zuiderzee, in het oosten van de gemeente. Oostergouw ligt ten oosten van Venhuizen, waar het ook formeel onder valt. Oostergouw is als plaats ontstaan nadat er dijken werden aangelegd. Op diverse plekken bij die dijken ontstonden boerenplaatsen. Deze groeide uiteindelijk uit tot een kleine kern van bewoning. Oostergouw is een van de kleinere kernen in de gemeente Drechterland.

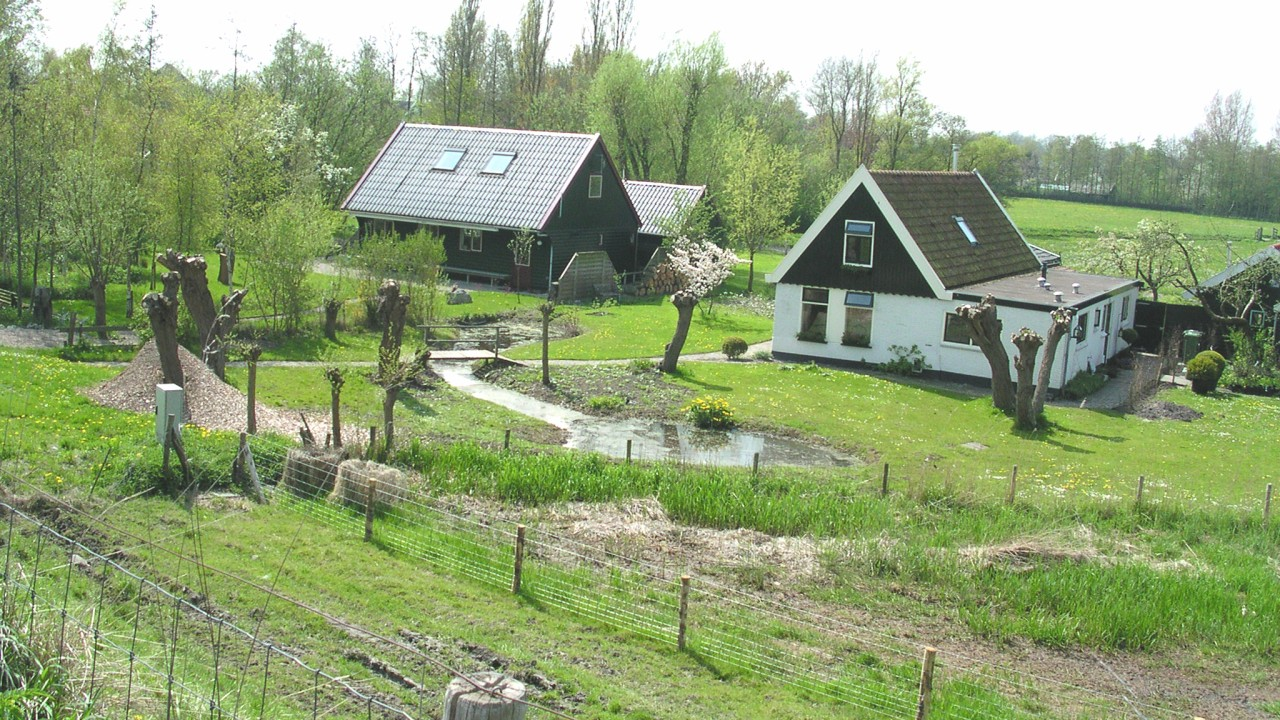
Vrijstaande huizen bij de dijk
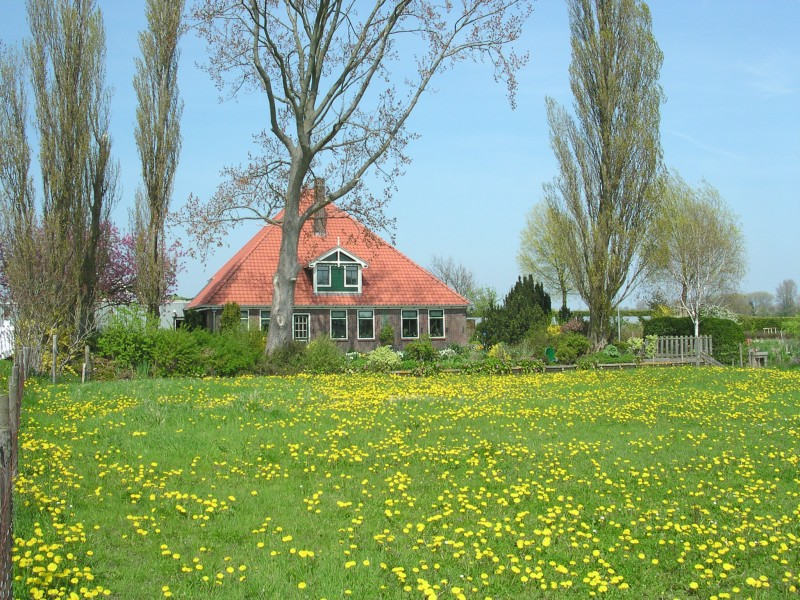
Stolpboerderij

Dorpen: Hem · Hoogkarspel · Oosterblokker · Oosterleek · Schellinkhout · Venhuizen · Westwoud · Wijdenes

Buurtschappen: Binnenwijzend · Blokdijk · De Bangert (deels) · De Buurt · De Hout · De Weed · Kraaienburg · Leekerweg · Munnickaij (deels) · Oostergouw · Oosterwijzend · Oudijk · Tersluis · Westerbuurt · Westerwijzend · Wijmers · Zittend
Noord-Holland: Steden en dorpen      Nederland: Provincies · Gemeenten